# Horst Hagen (Volleyballspieler)
Horst Hagen (* 10. Januar 1950 in Kuhsdorf, heute Groß Pankow (Prignitz)) ist ein ehemaliger Volleyballspieler aus der DDR.
Hagen begann 1965 mit dem Volleyball. 1969 wechselte er vom SC Traktor Schwerin zum SC Leipzig. Der 1,94 m große Spieler gewann von 1971 bis 1976 den DDR-Meistertitel.
Ab 1970 spielte er in der DDR-Nationalmannschaft und war auf Anhieb am größten Erfolg der DDR-Auswahl beteiligt, als bei der Weltmeisterschaft 1970 in Bulgarien der Titel gewonnen werden konnte. Nach einem vierten Platz bei der Europameisterschaft 1971 erreichte die DDR-Mannschaft das Finale bei den Olympischen Spielen 1972 in München und erhielt nach der Finalniederlage gegen die japanische Mannschaft die Silbermedaille. Hagen gehörte auch zum DDR-Aufgebot bei der Weltmeisterschaft 1974, das den vierten Platz erreichte. 1975 belegte er mit der DDR-Auswahl den siebten Platz bei der Europameisterschaft 1975.
Horst Hagen war gelernter Fernmeldemechaniker und wurde später Ingenieur für Fahrzeugtechnik. Nach dem Studium war er Leiter der Zentralstelle für wissenschaftliche Technik an der DHfK.